# Уэмацу, Кэндзи
Кэ́ндзи Уэма́цу (28 октября 1976, Португалете, Испания) — испанский дзюдоист, участник летних Олимпийских игр 2004 года. Чемпион мира по дзюдо среди молодёжи, 6-кратный чемпион Испании в категории до 60 кг.

## Спортивная биография
Кэндзи Уэмацу начал заниматься дзюдо с самого детства. В 16-летнем возрасте Кэндзи завоевал свою первую бронзовую награду в национальном первенстве Испании. Начиная с 1996 года, Уэмацу, в течение 4 лет, неизменно выигрывал национальный чемпионат и являлся одним из главных претендентов на поездку на летние Олимпийские игры 2000 года в Сидней. Но в итоге в олимпийскую сборную отобрался его партнёр по сборной, чемпион Европы 1999 года, Оскар Пеньяс.
В 2004 году Кэндзи удалось отобраться на Олимпийские игры в Афинах в категории до 60 кг. На играх Уэмацу не повезло со жребием. В первом же раунде ему достался сильнейший грузинский дзюдоист Нестор Хергиани. Испанский спортсмен ничего не смог противопоставить будущему серебряному призёру игр и выбыл в утешительный раунд. Одержав три победы, Уэмацу вышел в финал турнира за третье место, где ему противостоял монгольский спортсмен Хашбаатарын Цагаанбаатар. В упорном поединке монгольский дзюдоист вырвал победу, а Уэмацу занял 5-е место.
В 2008 году, по окончании чемпионата Европы, Кэндзи Уэмацу принял решение завершить свою спортивную карьеру. В 2010 году испанец попробовал вернуться в большой спорт, приняв участие в одном из этапов кубка мира в категории до 66 кг, но потерпев поражение в первом же раунде окончательно завершил свою карьеру.

## Личная жизнь
Отец Кэндзи - японец, мать - испанка.
Младший брат Киёси Уэмацу - участник двух Олимпийских игр (2000, 2004)